# 省督府 (都灵)

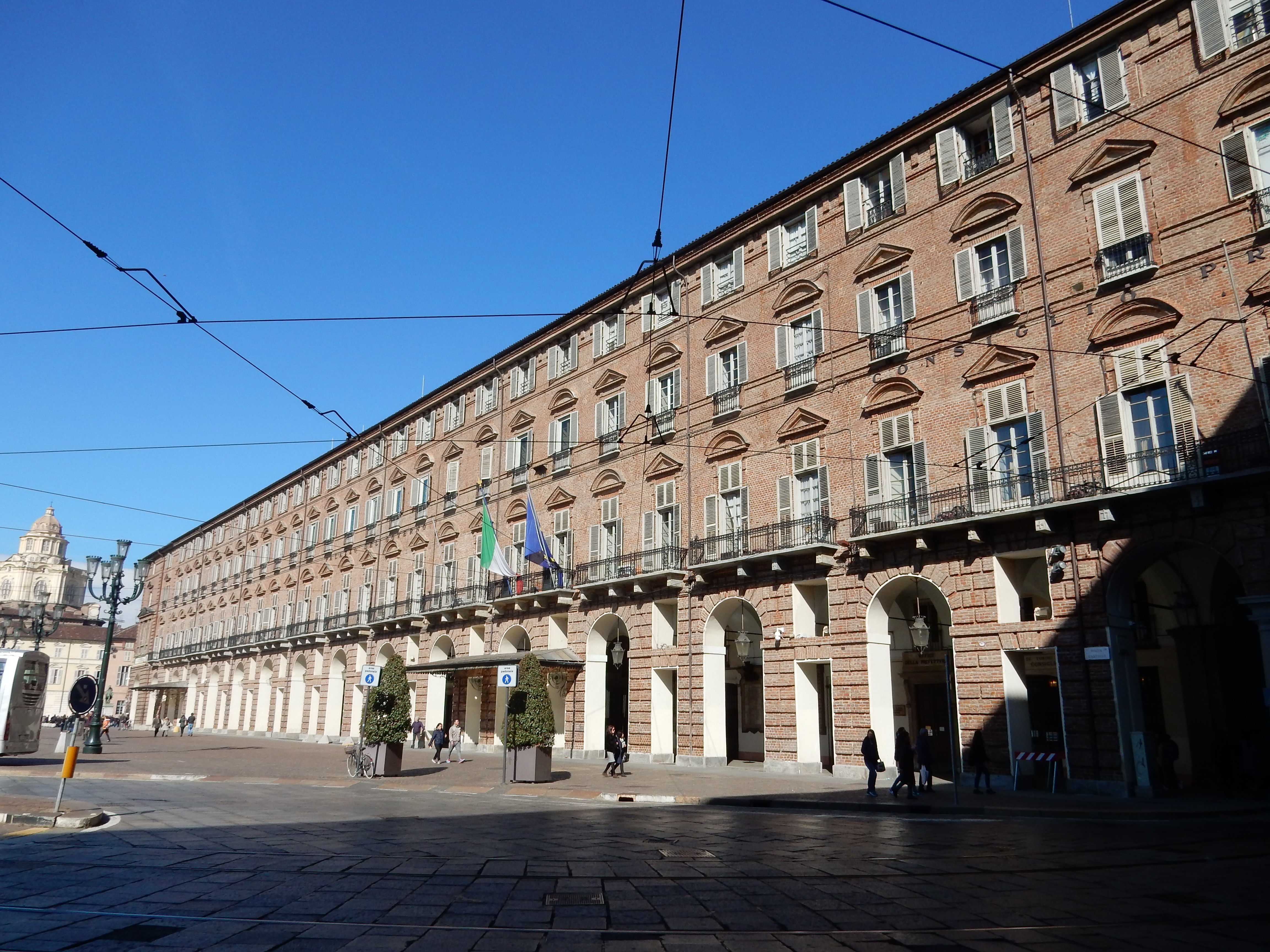

省督府（Palazzo della Prefettura，palazzo del Governo）位于意大利都灵的城堡广场（Piazza Castello）, 建于十八世纪上半叶，当时是国务处（palazzo delle Regie Segreterie di Stato）。它与都灵国家档案馆一起，是西方世界中第一批专门行使行政职能的建筑。
国务处最初由皇家建筑师菲利波·朱瓦拉（Filippo Juvarra）规划，作为城堡广场整体规划（包括档案馆、剧院和cavallerizza）的一部分，形成与王宫紧密相连的大型建筑群。但因朱瓦拉前往马德里，该项目并未完成。到1738年，才由贝内代托·阿尔菲耶里（Benedetto Alfieri）开始建造国务处。1740年，建造了直接从广场进入大厅的楼梯。到1756年国务处完成。
1885年，都灵省收购这座宫殿，此后一直作为省督府。这座建筑收藏有19世纪都灵画家弗朗切斯科·戈宁创作的许多作品，偶尔有公众参观。
1997年，该宫殿列为联合国教科文组织 世界遗产薩伏依王室居所的一部分。